# Лутарій
Лутарій (*Λουτούριος, д/н — після 275 до н. е.) — вождь галльського племенів трокмів, учасник походів на Балканському півострові та Малій Азії, один з тетрархів Галатії з 275 року до н. е.

## Життєпис
Про його життя немає відомостей. Був вождем кельтського племені трокмів. У 280 році до н. е. увійшов до союзу кельтських племен, які мешкали за Дунаєм. У 279 році до н. е. ця коаліція на чолі із Бренном вдерлася до Македонії і Фессалії. Тут Лутарій разом з іншими вождями отримав значну здобич після перемоги над царем Птолемеєм Керавном.
У 278 році до н. е. разом з іншим вождем Леонорієм очолив 20 тис. війська, з яким сплюндрував землі дарданів, Фракію, землі уздовж Геллеспонта, поблизу міста Візантій. Після цього повернувся на з'єднання з Бренном. Після поразки у Фокиді разом із своїм племен Луторій відступив на північ. Потім рушив разом з Леонорієм та Комонторієм. Ці сили захопили міста Лісімахію та Ферсонес Фракійський, а потім взяли значну контрибуцію з Візантія.
У 277 році до н. е. Луторія з військом найняв Нікомед I, цар Віфінії, який боровся проти свого брата Зіпойта. В результаті успішних дій разом з Леонорієм зумів завдати поразки Зіпойту. Слідом за цим галли захопили землі між Віфінією та Каппадокією. Але не обмежився цим, підбурюваний царями Віфінії та Понту, став здійснювати походи на землі держави Селевкідів. У 276 році до н. е. Луторій разом з іншими вождями кельтів (галатів) зазнав важкої поразки від військ Антіоха I у битві при Магнесії. Втім галати, зокрема й трокми на чолі із Луторієм, отримали землі з містом Тавій у середній частині Малой Азія, що отримала назву Галатія. Про подальшу діяльність нічого не відомо.